# Batuque (muzyka)
Batuque (kreol. batuku lub batuk) – gatunek muzyki oraz styl tańca wywodzący się z Wysp Zielonego Przylądka. Grany w tempie umiarkowanym, w rytmie 6/8 lub 3/4.

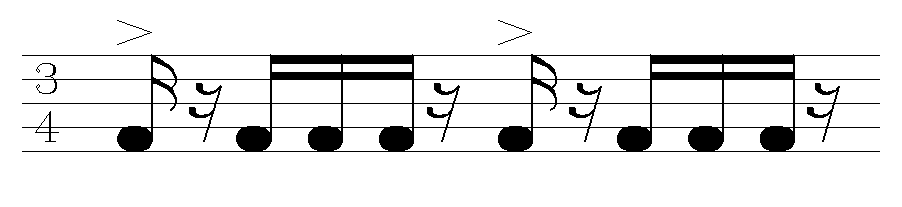
Model rytmiczny batuque, ± 112 uderzeń na minutę